# Museu Espaço dos Anjos
O Museu Espaço dos Anjos é um museu biográfico localizado em Leopoldina, Minas Gerais, instalado na casa em que viveu o poeta Augusto dos Anjos. O espaço, que anteriormente era o atelier para o artista plástico Luiz Raphael Domingues Rosa, abriga, também em sua área externa, um local coberto onde acontecem, durante todo o ano, eventos, apresentações musicais e teatrais, saraus literários. 

## Acervo
O acervo do museu inclui objetos pessoais de Augusto dos Anjos, como o convite de casamento com sua esposa Ester Fialho, fragmentos de cartas, fotos do poeta e jornais do início do século XX, bem como objetos relacionados à história do município. O museu também apresenta sala para oficinas de poesia e pintura e um anfiteatro.
O museu situa-se na Rua Barão de Cotegipe n° 386, instalado no imóvel que foi a residência de Augusto dos Anjos nos seus últimos meses de vida, de junho a 12 de novembro de 1914, data de seu falecimento. A edificação foi tombada pela prefeitura de Leopoldina em 12 de abril de 1999 através do decreto n° 1435.
Sendo um dos mais importantes pontos de referência da cidade, a Praça Félix Martins também é o início de um "corredor cultural", um roteiro onde se localizam 3 dos mais relevantes espaços culturais de Leopoldina: o Museu Espaço dos Anjos, o Centro Cultural Mauro de Almeida e a Casa de Leitura Lya Botelho.